# Christian Lademann
Christian Lademann (né le 30 octobre 1975 à Blankenburg) est un coureur cycliste allemand.

## Biographie
Médaillé d'argent de la poursuite par équipes aux championnats du monde de cyclisme sur piste 1998 à Bordeaux, et d'or de la poursuite par équipes aux championnats du monde de cyclisme sur piste 1999 à Berlin sans avoir toutefois disputé la finale, il a ensuite fait une carrière professionnelle sur route de 2000 à 2008.
En 2009, l'analyse d'un échantillon prélevé lors d'un contrôle antidopage en 2007 et testé avec une nouvelle méthode s'avère positif à l'EPO. Christian Lademann ayant entretemps mis fin à sa carrière, il ne demande pas d'analyse de l'échantillon B. Une suspension de deux ans a été prononcée à son encontre,.

## Palmarès sur route
- 1994
  - Tour de Tunisie :
    - Classement général
    - 1reb et 7e étapes
- 1998
  - 4e étape du Tour de Croatie
- 1999
  - 7e étape du Tour de Rhénanie-Palatinat
  - 3e du Berliner Etappenfahrt
- 2000
  - 13e étape du Tour d'Argentine
  - 8e et 9e étapes du Tour du Chili
  - 3e étape du Tour de Basse-Saxe
- 2001
  - 6e étape de la Course de la Paix
  - Classement général du Tour de Brandebourg
- 2006
  - 2e étape de la Bay Cycling Classic
- 2007
  - 7e étape de l'International Cycling Classic

## Palmarès sur piste

### Jeux olympiques
- Athènes 2004
  - 4e de la poursuite par équipes
  - 11e de la poursuite individuelle

### Championnats du monde
- Bordeaux 1998
  -  Médaillé d'argent de la poursuite par équipes
- Berlin 1999
  -  Champion du monde de poursuite par équipes (avec Daniel Becke, Robert Bartko et Guido Fulst)

### Coupe du monde
- 1998
  - 1er de la poursuite par équipes à Berlin (avec Robert Bartko, Daniel Becke et Guido Fulst)
- 2004
  - 3e de la poursuite par équipes à Sydney

### Championnats d'Europe
- 1996
  -  Médaillé d'argent de la poursuite individuelle espoirs
- 1997
  -  Champion d'Europe de poursuite individuelle espoirs

### Championnats d'Allemagne
- 1996 :  Champion d'Allemagne de poursuite par équipes (avec Guido Fulst, Robert Bartko et Heiko Szonn)
- 2001 :  Champion d'Allemagne de l'américaine (avec Mathias Kahl)